# Don McKenney
Donald Hamilton "Don" McKenney, född 30 april 1934, död 19 december 2022, var en kanadensisk professionell ishockeyforward och ishockeytränare.
Han tillbringade 13 säsonger i den nordamerikanska ishockeyligan National Hockey League (NHL), där han spelade för Boston Bruins, New York Rangers, Toronto Maple Leafs, Detroit Red Wings och St. Louis Blues. Han producerade 582 poäng (237 mål och 345 assists) samt drog på sig 205 utvisningsminuter på 798 grundspelsmatcher.
McKenney spelade också för Hershey Bears, Rochester Americans, Pittsburgh Hornets och Providence Reds i American Hockey League (AHL); Kansas City Blues i Central Professional Hockey League (CPHL) samt Barrie Flyers i OHA-Jr.
Han vann Lady Byng Memorial Trophy för säsongen 1959–1960 och Stanley Cup för säsongen 1963–1964.
Efter den aktiva spelarkarriären tränade McKenney Northeastern Huskies mellan 1989 och 1991.

## Statistik
| 1950–1951      | Barrie Flyers       | OHA-Jr.        | 4   | 0   | 2   | 2   | 6   | —  | —  | —  | —  | —  |
| 1951–1952      | Barrie Flyers       | OHA-Jr.        | 52  | 32  | 39  | 71  | 24  | —  | —  | —  | —  | —  |
| 1952–1953      | Barrie Flyers       | OHA-Jr.        | 50  | 33  | 33  | 66  | 24  | 15 | 6  | 8  | 14 | 2  |
| 1953–1954      | Hershey Bears       | AHL            | 54  | 13  | 21  | 34  | 4   | 11 | 3  | 5  | 8  | 4  |
| 1954–1955      | Boston Bruins       | NHL            | 69  | 22  | 20  | 42  | 34  | 5  | 1  | 2  | 3  | 4  |
| 1955–1956      | Boston Bruins       | NHL            | 65  | 10  | 24  | 34  | 20  | —  | —  | —  | —  | —  |
| 1956–1957      | Boston Bruins       | NHL            | 69  | 21  | 39  | 60  | 31  | 10 | 1  | 5  | 6  | 4  |
| 1957–1958      | Boston Bruins       | NHL            | 70  | 28  | 30  | 58  | 22  | 12 | 9  | 8  | 17 | 0  |
| 1958–1959      | Boston Bruins       | NHL            | 70  | 32  | 30  | 62  | 20  | 7  | 2  | 5  | 7  | 0  |
| 1959–1960      | Boston Bruins       | NHL            | 70  | 20  | 49  | 69  | 28  | —  | —  | —  | —  | —  |
| 1960–1961      | Boston Bruins       | NHL            | 68  | 26  | 23  | 49  | 22  | —  | —  | —  | —  | —  |
| 1961–1962      | Boston Bruins       | NHL            | 70  | 22  | 33  | 55  | 10  | —  | —  | —  | —  | —  |
| 1962–1963      | Boston Bruins       | NHL            | 41  | 14  | 19  | 33  | 2   | —  | —  | —  | —  | —  |
|                | New York Rangers    | NHL            | 21  | 8   | 16  | 24  | 4   | —  | —  | —  | —  | —  |
| 1963–1964      | New York Rangers    | NHL            | 55  | 9   | 17  | 26  | 6   | —  | —  | —  | —  | —  |
|                | Toronto Maple Leafs | NHL            | 15  | 9   | 6   | 15  | 2   | 12 | 4  | 8  | 12 | 0  |
| 1964–1965      | Toronto Maple Leafs | NHL            | 52  | 6   | 13  | 19  | 6   | 6  | 0  | 0  | 0  | 0  |
|                | Rochester Americans | AHL            | 18  | 7   | 9   | 16  | 4   | —  | —  | —  | —  | —  |
| 1965–1966      | Detroit Red Wings   | NHL            | 24  | 1   | 6   | 7   | 0   | —  | —  | —  | —  | —  |
|                | Pittsburgh Hornets  | AHL            | 37  | 11  | 19  | 30  | 8   | 3  | 0  | 1  | 1  | 0  |
| 1966–1967      | Pittsburgh Hornets  | AHL            | 67  | 26  | 36  | 62  | 16  | 9  | 2  | 7  | 9  | 2  |
| 1967–1968      | St. Louis Blues     | NHL            | 39  | 9   | 20  | 29  | 4   | 6  | 1  | 1  | 2  | 2  |
|                | Kansas City Blues   | CPHL           | 11  | 9   | 6   | 15  | 5   | 1  | 0  | 0  | 0  | 0  |
| 1968–1969      | Providence Reds     | AHL            | 74  | 26  | 48  | 74  | 12  | 9  | 4  | 7  | 11 | 0  |
| 1969–1970      | Providence Reds     | AHL            | 31  | 3   | 12  | 15  | 2   | —  | —  | —  | —  | —  |
| NHL totalt     | NHL totalt          | NHL totalt     | 798 | 237 | 345 | 582 | 211 | 58 | 18 | 29 | 47 | 10 |
| AHL totalt     | AHL totalt          | AHL totalt     | 281 | 86  | 145 | 231 | 46  | 32 | 9  | 20 | 29 | 6  |
| OHA-Jr. totalt | OHA-Jr. totalt      | OHA-Jr. totalt | 106 | 65  | 74  | 139 | 54  | 15 | 6  | 8  | 14 | 2  |